# Romaleidae
Los romáleidos (Romaleidae) o saltamontes perezosos son una familia de insectos ortópteros celíferos. Se distribuye por América y este de Asia.

## Géneros
Según Orthoptera Species File (31 mars 2010):
- Bactrophorinae Amédégnato, 1974
  - Bactrophorini Amédégnato, 1974
    - Andeomezentia Amédégnato & Poulain, 1994
    - Bactrophora Westwood, 1842
    - Bora Amédégnato & Descamps, 1979
    - Cristobalina Rehn, 1938
    - Hyleacris Amédégnato & Descamps, 1979
    - Mezentia Stål, 1878
    - Panamacris Rehn, 1938
    - Rhicnoderma Gerstaecker, 1889
    - Silacris Amédégnato & Descamps, 1979

  - Ophthalmolampini Descamps, 1977
    - Adrolampis Descamps, 1977
    - Aphanolampis Descamps, 1978
    - Apophylacris Descamps, 1983
    - Caenolampis Descamps, 1978
    - Chromolampis Descamps, 1977
    - Drypetacris Descamps, 1978
    - Elutrolampis Descamps, 1978
    - Euprepacris Descamps, 1977
    - Habrolampis Descamps, 1978
    - Hekistolampis Descamps, 1978
    - Helicopacris Descamps, 1978
    - Helolampis Descamps, 1978
    - Lagarolampis Descamps, 1978
    - Nautia Stål, 1878
    - Nothonautia Descamps, 1983
    - Ophthalmolampis Saussure, 1859
    - Othnacris Descamps, 1977
    - Peruviacris Descamps, 1978
    - Poecilolampis Descamps, 1978
    - Pseudonautia Descamps, 1978
    - Tikaodacris Descamps, 1978
    - Xenonautia Descamps, 1977
    - Zoumolampis Descamps, 1978

  - Taeniophorini Brunner von Wattenwyl, 1893
    - Hylephilacris Descamps, 1978
    - Megacephalacris Descamps & Amédégnato, 1971
    - Megacheilacris Descamps, 1978
    - Taeniophora Stål, 1873
- Romaleinae Brunner von Wattenwyl, 1893
  - Eurostacrini Amédégnato, 1997
    - Eurostacris Descamps, 1978
    - Pseudeurostacris Descamps, 1978

  - Hisychiini Descamps, 1979
    - Acrideumerus Descamps, 1979
    - Acridophaea Descamps, 1979
    - Cloephoracris Descamps, 1979
    - Hisychius Stål, 1878
    - Pareusychius Amédégnato & Poulain, 1994
    - Porphoracris Descamps, 1979
    - Pseudhisychius Descamps, 1979

  - Leguini Amédégnato & Poulain, 1986
    - Ampiacris Amédégnato & Poulain, 1986
    - Legua (animal)Legua Walker, 1870
    - Proracris Uvarov, 1940

  - Phaeopariini Giglio-Tos, 1898
    - Abila  Stål, 1878
    - Albinella Carbonell, 2002
    - Aristia Stål, 1876
    - Costarica Koçak & Kemal, 2008
    - Epiprora Gerstaecker, 1889
    - Graciliparia Amédégnato & Poulain, 1994
    - Maculiparia Jago, 1980
    - Phaeoparia Stål, 1873
    - Pseudaristia Carbonell, 2002
    - Stornophilacris Amédégnato & Descamps, 1978
    - Tepuiacris Carbonell, 2002

  - Procolpini Giglio-Tos, 1898
    - Aeolacris Scudder, 1875
    - Munatia Stål, 1875
    - Procolpia Stål, 1873
    - Prorhachis Scudder, 1875
    - Xomacris Rehn, 1955

  - Romaleini Brunner von Wattenwyl, 1893
    - Agriacris Walker, 1870
    - Alcamenes Stål, 1878
    - Alophonota Stål, 1873
    - Antandrus Stål, 1878
    - Aplatacris Scudder, 1875
    - Aprionacris Descamps, 1978
    - Brachystola Scudder, 1876
    - Brasilacris Rehn, 1940
    - Callonotacris Rehn, 1909
    - Chariacris Walker, 1870
    - Chromacris Walker, 1870
    - Cibotopteryx Rehn, 1905
    - Colpolopha Stål, 1873
    - Coryacris Rehn, 1909
    - Costalimacris Carbonell & Campos-Seabra, 1988

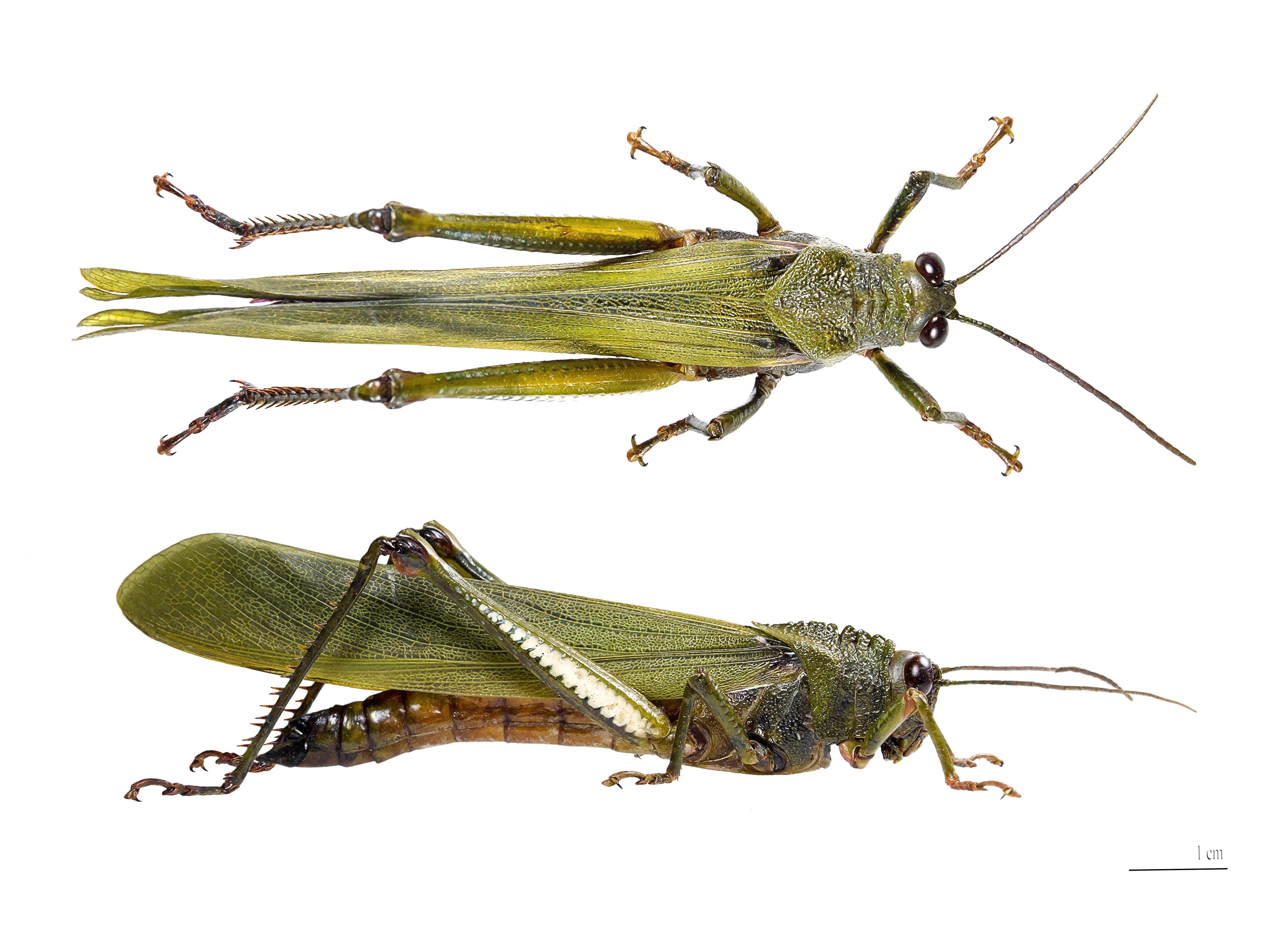
Titanacris

    - Diponthus Stål, 1861
    - Draconata Pictet & Saussure, 1887
    - Dracotettix Bruner, 1889
    - Eidalcamenes Rosas Costa, 1957
    - Gurneyacris Liebermann, 1958
    - Helionotus Rehn, 1909
    - Limacridium Carbonell & Campos-Seabra, 1988
    - Litoscirtus Bruner, 1907
    - Phrynotettix Glover, 1872
    - Prionacris Stål, 1878
    - Prionolopha Stål, 1873
    - Radacridium Carbonell, 1984
    - Romalea Serville, 1831
    - Securigera Bolívar, 1909
    - Spaniacris Hebard, 1937
    - Staleochlora Roberts & Carbonell, 1992
    - Taeniopoda Stål, 1873
    - Thrasyderes Bolívar, 1881
    - Titanacris Scudder, 1869 Titanacris
    - Tropidacris Scudder, 1869
    - Tytthotyle Scudder, 1897
    - Xestotrachelus Bruner, 1913
    - Xyleus Gistel, 1848
    - Zoniopoda Stål, 1873

  - Trybliophorini Giglio-Tos, 1898
    - Trybliophorus Serville, 1831
- sous-famille indéterminée
  -     - Quitus Hebard, 1924